# Guillermo García Parreño López
Guillermo García Parreño López fou un militar i polític espanyol, membre del Cos Jurídic de l'Armada i diputat a les Corts Espanyoles durant la restauració borbònica.
Treballà com a tinent auditor de l'Armada Espanyola. Fou diputat per les Illes Balears pel Partit Conservador dins del sector ciervista a les eleccions generals espanyoles de 1919, 1920 i 1923. El 29 de març de 1921 fou nomenat Director General d'Agricultura, Mines i Forests. Fou assassinat a Madrid al començament de la guerra civil espanyola encara que altres fonts diuen que va ser afusellat després de la guerra civil espanyola.

## Obres
- La campaña de la escuadra norteamericana en Filipinas Arxivat 2018-01-23 a Wayback Machine. (1889)
- Diccionario de derecho marítimo (1908)